# Corpo Policial de Andorra

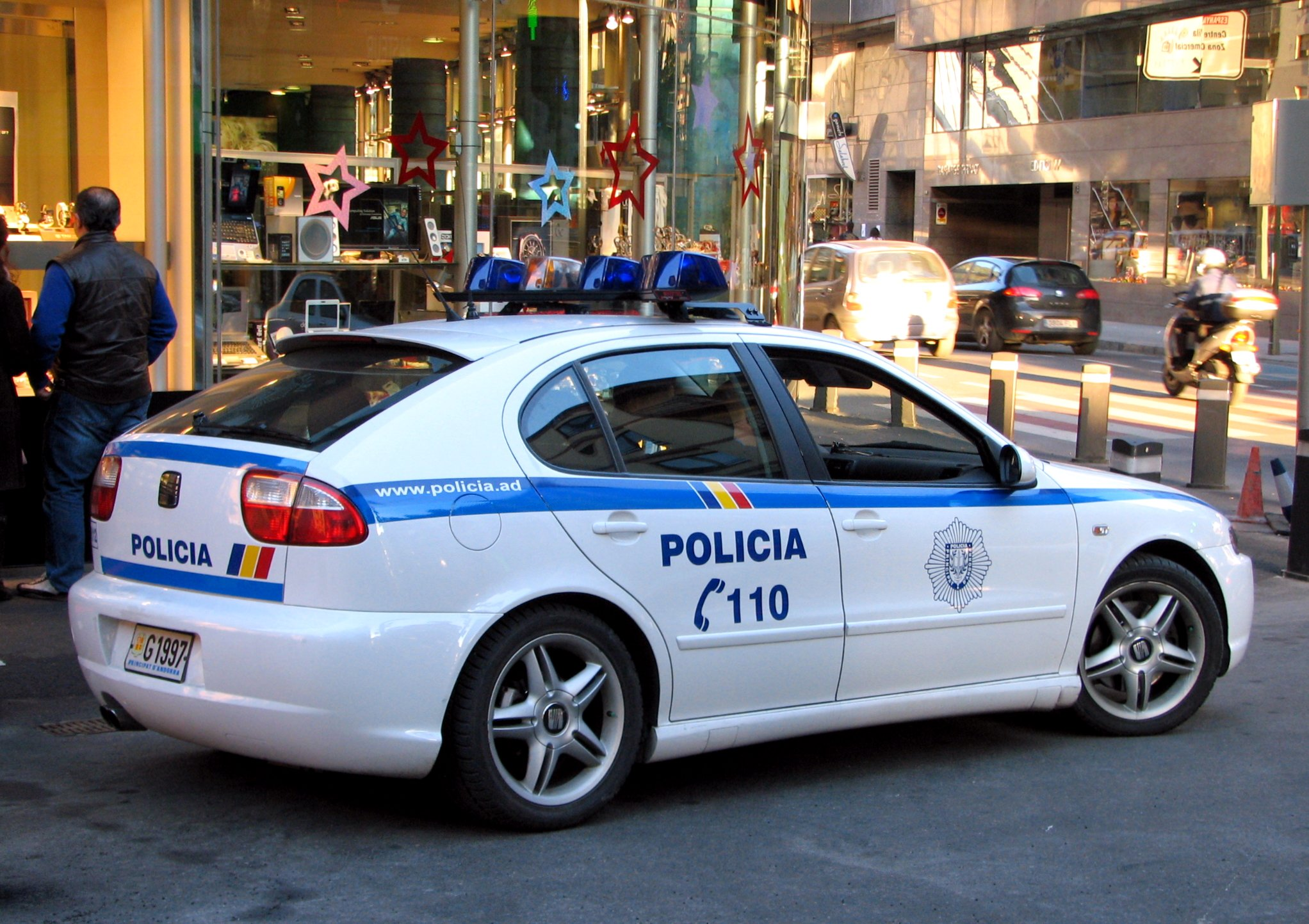
Viatura policial de Andorra

O Corpo Policial de Andorra (em catalão: El Cos de Policia d’Andorra) é a policia nacional do estado de Andorra. Em 2012, a força policial era composta por 237 efectivos, servindo uma população de aproximadamente 85 mil pessoas.